# ایساسکا
ایساسکا (به ایتالیایی: Isasca) یک کومونه در ایتالیا است که در استان کونیو واقع شده‌است.

## خصوصیات
ایساسکا ۵٫۳ کیلومترمربع مساحت و ۸۵ نفر جمعیت دارد و ۶۶۰ متر بالاتر از سطح دریا واقع شده‌است.